# Bières de Chimay

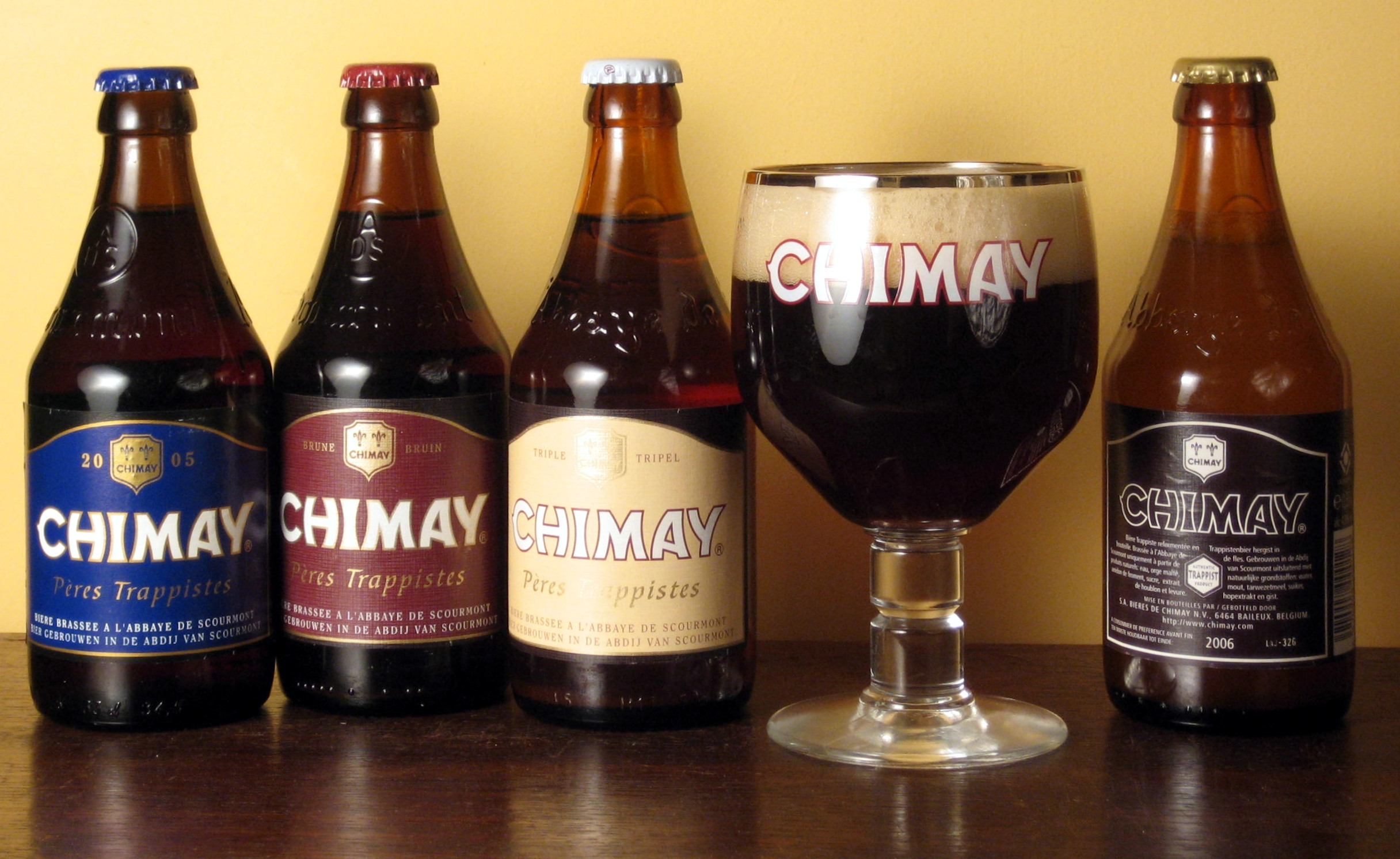
Fyra varianter av Chimay

Bières de Chimay är ett av Belgiens sex trappistbryggerier och ligger i klostret Abdij van Notre-Dame de Scourmont i Chimay. Här framställer man ett trappistöl som heter Chimay.

## Historia
Klostret grundades 1850 och den kommersiella bryggningen startade 1862.

## Ölsortiment
Standardsortimentet av ölen som bryggs skiljs lättast åt av färgen på etiketterna. Alla utom den "svarta" är tämligen alkoholstarka i jämförelse med vanligt ljust lageröl. Före 1990-talet saknade ölen etikett, och skildes enbart åt av kapsylernas färg. Grundsortimenet av Chimay Röd, Vit och Blå utgör majoriteten av ölen som bryggs och är de som aktivt säljs och går på export. De säljs alla tre på både vanlig flaska (330 milliliter) och på så kallad storflaska (750 milliliter). Chimay Röd och Chimay Vit finns även på fat.  

### Chimay Röd
Chimay Première var den första ölen som bryggdes i klostret av trappistmunkarna och såg dagens ljus 1862. Det nuvarande receptet, inspirerat av originalreceptet, är framtaget av Fader Théodore när han återställde bryggeriet efter Andra världskriget 1948 och är det som är dagens Chimay Röd.
- Andra namn: Rode Chimay (BE), La Chimay Rouge (FR), Chimay Red Cap (EN), Première (Storflaska)
- Alkoholhalt: 7 volymprocent
- Smak: Fruktig och kryddig
- Färg: Rödaktigt brun
- Doft:
- Övrigt: Bör enligt Chimay själva drickas inom ett år.[1] Finns i dagsläget både som vanlig och storflaska (Première) i Systembolagets beställningssortiment.

### Chimay Vit

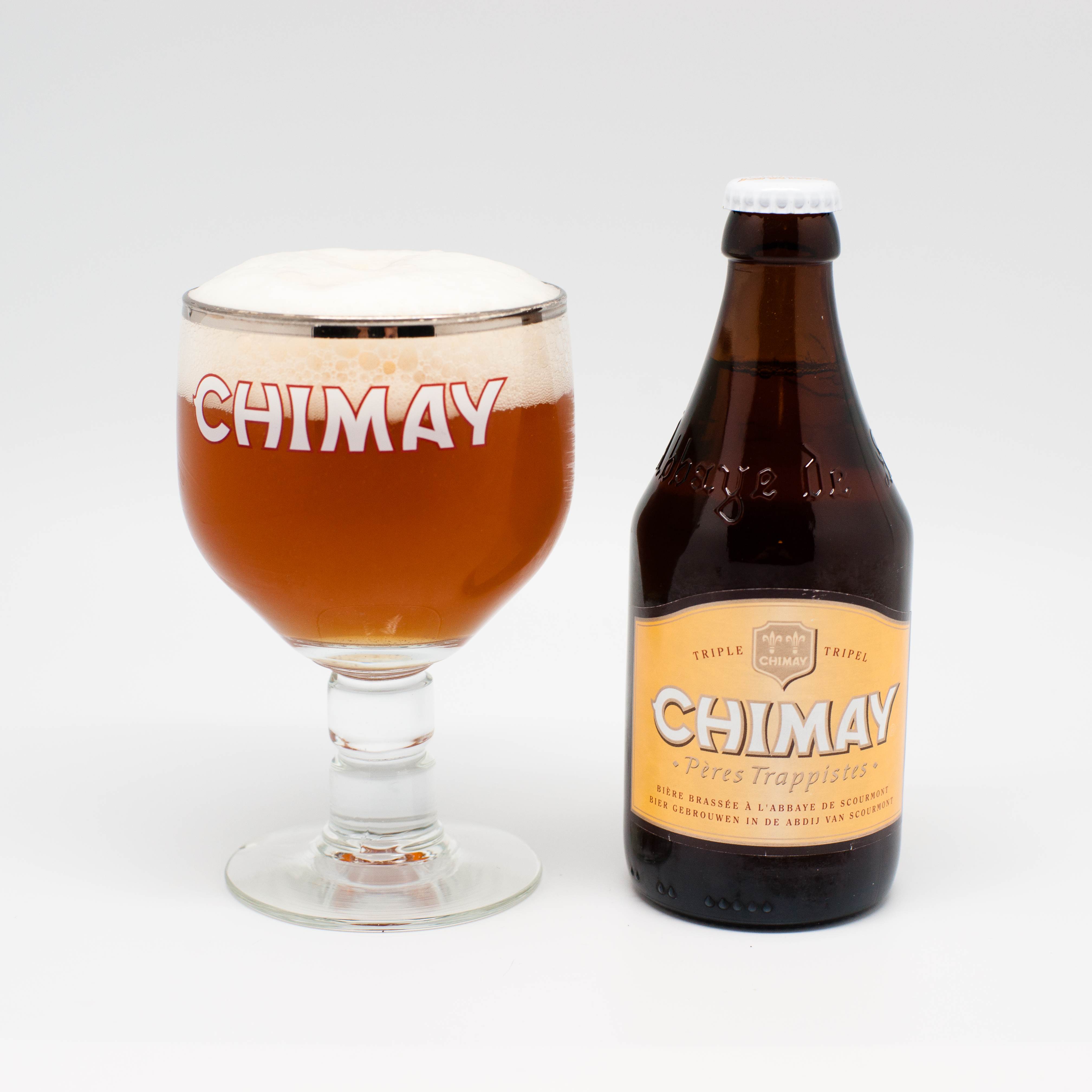
Vit Chimay.

Chimay Vit är den nyaste ölen i familjen och togs fram för första gången 1966. Sin nuvarande form fick den 1986.
- Andra namn: Tripel Chimay (BE), La Chimay Triple (FR), Chimay Triple (EN), Cinq Cents (Storflaska)
- Alkoholhalt: 8 volymprocent
- Smak: Smakrik, nyanserad, fruktig öl med inslag av aprikos, syltad ingefära, banan och halm. Jästfällning.
- Färg: Något oklar, mörk, gyllengul färg.
- Doft: Nyanserad, något kryddig doft med inslag av aprikos, syltad ingefära, banan och halm.
- Övrigt: Bör enligt Chimay själva drickas "ung".[3] Vanlig flaska ingår i dagsläget i Systembolagets ordinarie sortiment medan storflaska (Cinq Cents) samt fat ingår i beställningssortimentet.

### Chimay Blå

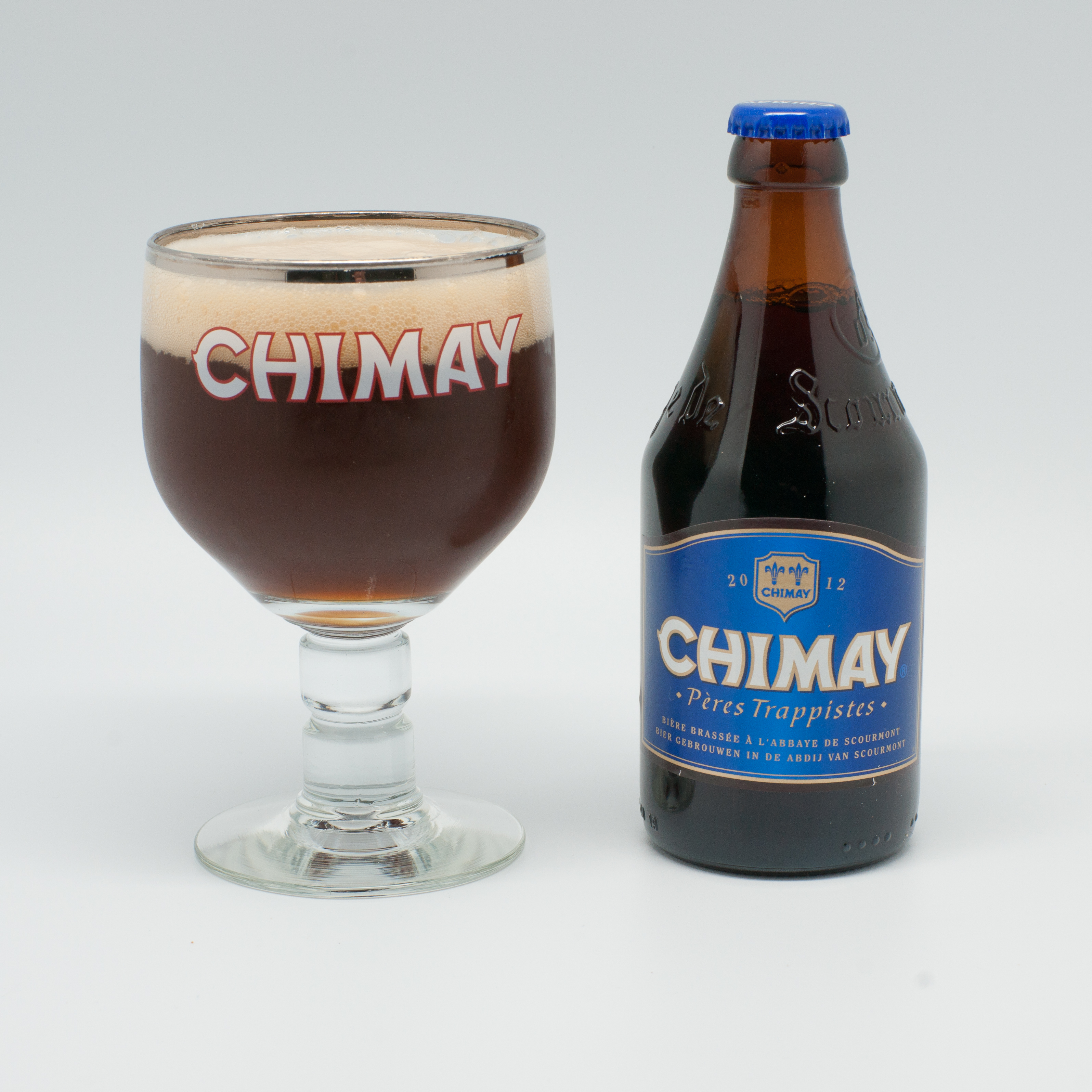
Blå Chimay.

Det som är grunden till vad som idag är Chimay Blå är en julöl som togs fram för första gången 1948. Sin nuvarande form fick den 1982.
- Andra namn: Blauwe Chimay (BE), La Chimay Bleue (FR), Chimay Blue Cap (EN), Grande Réserve (Storflaska)
- Alkoholhalt: 9 volymprocent
- Smak: Nyanserad, kryddig smak med sötma, inslag av knäck, dadlar, hallon, mörk choklad och pomerans. Jästfällning.
- Färg: Oklar, mörk, rödbrun färg.
- Doft: Nyanserad, kryddig doft med inslag av knäck, hallon, torkad frukt, kavring och lakrits.
- Övrigt: Passar utmärkt att lagras i flera år enligt Chimay själva.[4] Vanlig flaska ingår i dagsläget i Systembolagets ordinarie sortiment medan storflaska (Grande Réserve) ingår i beställningssortimentet.

### Övriga
- Chimay Dorée (Guld) är en alkoholsvagare men fortfarande överjäst variant som primärt är ämnad som måltidsdryck på klostret men säljs i begränsad mängd i Belgien och kommer under hösten 2013 även att gå att beställa på Systembolaget.
- Chimay Spéciale Cent Cinquante är en öl baserad på Cinq Cents (Chimay Vit) och togs fram till 150-årsjubileumet 2012.